# EV Pegnitz
Der EV Pegnitz ist ein Eishockeyverein aus Pegnitz.
Der genaue Vereinsname lautet Eislaufverein Pegnitz e. V. ICE DOGS.

## Geschichte
Die offizielle Geschichte des Eishockeys in Pegnitz beginnt 1949 mit der Gründung der Eislaufsparte im ASV Pegnitz, unter dessen Namen bis 1963 die Eishockeymannschaft am Ligenspielbetrieb und in der Saison 1961/62 an der damals dritthöchsten Spielklasse – der Gruppenliga – teilnahm.
1963 wurde aus der Eislaufsparte des ASV der Eislaufverein Pegnitz, dessen Seniorenmannschaft 1976 als Meister der Bayernliga in die Regionalliga Süd aufstieg. Zwischen 1976/77 und 1983/84 blieb sie in der Liga und rückte zur Saison 1984/85 in die Oberliga Süd nach. Nach einem darauffolgenden Rückzug in die Ligen des Bayerischen Eissportverbandes nahm die Mannschaft als Meister der Bayernliga in der Saison 1987/88 wieder an der Regionalliga Süd teil. Am Ende der Saison 1988/89 stieg die Mannschaft aus der Regionalliga Süd ab und spielte bis Saison 1995/96 in der höchsten Spielklasse des Bayerischen Eissportverbandes – der Bayernliga – weiter.
Zeitweise gründeten ehemalige Mitglieder vom EV Pegnitz den eigenständigen Verein Frankendevils Pegnitz, der zwar kurz am Ligenspielbetrieb teilnahm – aber schon in der Saison 1999/2000 aufgelöst wurde.
Im November 2001 wurde der Vereinsname in die heutige Version geändert.
Ab der Saison 2004/05 nahm die Seniorenmannschaft des EVP wieder an der Bayerischen Eishockey-Liga teil, aus der sie am Ende der Saison 2006/07 sportlich nach einer Niederlage in den Abstiegsplayoffs gegen den EV Fürstenfeldbruck abstiegen.
In der Saison 2009/10 trat der EV Pegnitz in der Landesliga an, u. a. dabei ERSC Amberg, EC Amberg 2000, Weiden Blue Devils, die Hassfurt Hawks und der EHC 80 Nürnberg, die ersten vier Teams qualifizierten sich für die Aufstiegsrunde, in der der Aufstieg zur Bayernliga ausgespielt wurde.
In der Saison 2011/12 belegten die Ice-Dogs in der Eishockey-Landesliga Bayern Nord/Ost den 12. Platz. In dieser Saison wurde auch wieder eine 2. Mannschaft zum Spielbetrieb gemeldet, die als Teil der SG Höchstadter EC 1b/EV Pegnitz 1b in der Bezirksliga Nord teilnahm. Zur Saison 2012/13 wurde diese Mannschaft nicht mehr zum Spielbetrieb gemeldet. In der Saison 2014/15 gelang der Mannschaft nach der Meisterschaft in der Eishockey-Landesliga Bayern Nord/Ost auch das Erringen der Meisterschaft in der Eishockey-Landesliga und damit der direkte Aufstieg in die Eishockey-Bayernliga. In der Saison 2021/22 erreichte die Landesligamannschaft am letzten Spieltag der Hauptrunde einen Platz für die Aufstiegsrunde. In der Aufstiegsrunde erreichte der EV Pegnitz völlig überraschend den 1. Platz ihrer Gruppe und zog ins Halbfinale der Landesligameisterschaft ein, wo man auf die Wanderers Germering traf. Die Ice Dogs konnten die Best-of-three Serie mit 2:0 (7:3 und 2:3 nach Verlängerung) für sich entscheiden und sind als Finalist sportlich in die Bayernliga aufgestiegen.

## Erfolge
| - Aufstieg in die Oberliga 1984 - Aufstieg in die Gruppenliga/3. Liga 1961 - Vizemeister Regionalliga/Süd 1984 - Aufstieg in die Regionalliga 1976, 1982, 1987 - Aufstieg in die RL-Bayernliga 2004, 2015, 2022 - Nordbayerischer Meister (4. Liga) 1964 - Aufstieg in die Bayernliga (4. Liga) 1973, 2004 - Bayerischer Eishockeymeister 1976, 1987 | - Bayerischer Landesliga-Meister 1975, 2015 - Bayerischer Landesliga-Vizemeister 1986, 2004, 2014, 2022 - Aufstieg in die Bayernliga 1975 - Aufstieg in die Bayerische Landesliga 2. Liga 1956 - Bayerische Landesliga/Nord Rekordmeister (I X) - Meister Bayerische-Kreisliga Nord (3. Liga) 1953 bis 1956 - Bayernkrug Pokalfinale 2002, 2011 - EVP-1b Meister Bayerische Bezirksliga-Nord 1993 |

## Weitere Mannschaften
Neben der Seniorenmannschaft, die den im Vereinsnamen verankerten Namen Ice Dogs trägt, und den Nachwuchsmannschaften gibt es noch die hobbymäßig organisierte EV Pegnitz 1b und die Alte-Herren-Mannschaft.

## Kunsteisstadion
Eisstadion im Konrad-Löhr-Freizeitzentrum, 1974 als unüberdachtes Kunsteisstadion neben dem 1951 gebauten – nicht mehr vorhandenen – Natureisstadion fertiggestellt
Betreiber: Stadt Pegnitz
Betriebsdurchführung durch Eissport Dienstleistungs GbR

## ASV Pegnitz

### Handball
Die Handballabteilung spielt seit 2016 gemeinsam mit dem SV 08 Auerbach in der Spielgemeinschaft SG Auerbach/Pegnitz
Die Spielgemeinschaft nimmt aktuell mit zwei Herrenmannschaften, einem Damenteam und zehn Nachwuchsmannschaften am Spielbetrieb des Bayerischen Handballverbandes (BHV) teil.
Erfolge

- Aufstieg in die Bayernliga 1981 (3. Liga)
- Nordbayerischer Meister 1981 (4. Liga)
- Nordbayerischer Vizemeister 1980 (4. Liga)
- Aufstieg in die Nordbayerische Verbandsliga  (4. Liga)

#### Nachwuchs
Im Jugendbereich wurde mit dem ASV Pegnitz eine Spielgemeinschaft, die SG Auerbach-Pegnitz, gegründet, in der männliche und weibliche Mannschaften von der A- bis zur D-Jugend spielen.

### Fußball

#### Spielerpersönlichkeiten
- Uwe Schreml
- Heiko Richter
- Matthias Heckenberger
- Helmut Siebert